# كايل ويلسون (لاعب هوكي الجليد)
كايل ويلسون (بالإنجليزية: Kyle Wilson)‏ (و. 1984  م) هو لاعب هوكي الجليد، من كندا، ولد في أوكفيل، أونتاريو، يلعب كمهاجم ‏.

## التعليم
تعلم في جامعة كولجيت.

## روابط خارجية
- كايل ويلسون على موقع دوري الهوكي الوطني (الإنجليزية)
- كايل ويلسون على موقع دوري الهوكي للقارات (الإنجليزية)
- كايل ويلسون على موقع EliteProspects.com (الإنجليزية)
- كايل ويلسون على موقع HockeyDB.com (الإنجليزية)
- كايل ويلسون على موقع Hockey-Reference.com (الإنجليزية)